# Changkya Koetoektoe

Binnen-Mongolië

De Changkya Koetoektoe was de hoogste boeddhistische geestelijke in het gebied dat nu de huidige Chinese provincie Binnen-Mongolië is. Hij was het hoofd van de daar dominante gelugtraditie van het Tibetaans boeddhisme. De term Koetoektoe  is een eretitel voor - meestal - Mongoolse tulkus. (Mongools: khubiligai, meervoud khubilgan).
Vanaf begin 18e eeuw tot aan de 20e eeuw werd de Changkya Koetoektoe gezien als een van de belangrijkste tulkus binnen de gelug na de dalai lama, de pänchen lama en de Jebtsundamba Koetoektoe.

## Achtergrond
Het gebied van de huidige provincie Binnen-Mongolië was in de laatste periode van de Noordelijke Yuan-dynastie het persoonlijk apanage van de keizer (khagan) van die dynastie. De laatste keizer van die dynastie Ligdan Khan (1592-1634) had vanaf ongeveer 1625 een aantal nederlagen geleden tegen de oprukkende Mantsjoes. Ligdan Khan had zich geprofileerd als een beschermer en weldoener van het boeddhisme, maar tegelijkertijd kenmerkte zijn gedrag zich door het gebruik van excessief en contraproductief geweld. Hij verloor dan ook al zijn mogelijke bondgenoten.
In 1632 organiseerden de Mantsjoes de laatste en definitieve campagne. Nauwelijks meer in het bezit van enige bondgenoten was Ligdan Khan niet in staat de confrontatie aan te gaan. Hij vluchtte met ongeveer 100.000 mensen, een groot deel van de Chahar-Mongolen, naar het westen en kwam uiteindelijk in Kokonor uit. In 1634 overleed hij aan de pokken. Zijn voormalige gebieden werden bij het rijk van de Mantsjoes gevoegd. Vanaf hun verovering in 1644 van China maakt het gebied deel uit van het Chinese rijk.

## Het ontstaan van de reïncarnatielijn
De Mantsjoes, (de Qing-dynastie), hechtten grote waarde aan het verder bevorderen van het boeddhisme onder de Mongolen. Dat werd een belangrijk instrument geacht in de verdere pacificatie van de diverse stammen. In 1639 hadden de - toen nog onafhankelijke - noordelijker wonende Khalkha-Mongolen Zanabazar (1635-1723) en de latere eerste jebtsundamba benoemd tot hun geestelijk leider. In 1691 onderwerpen de Khalka-Mongolen zich echter onder de leiding van Zanabazar aan de Qing-keizer Kangxi, (1654-1722).
Kangxi besloot nu ook voor de Mongolen in Binnen- Mongolië een soortgelijk instituut als de jebtsundamba te creëren. Het is daarmee de enige tulkulijn binnen het Tibetaans-Mongools boeddhisme die door de Mantsjoes zelf werd gecreëerd. 

## Relaties met de keizer
De eerste persoon die bij zijn leven de titel Changkya Koetoektoe kreeg, was Ngawang Losang Chöden (1642-1714). Hij was al de belangrijkste tulku in het klooster Gönlung in Amdo, dat zich vooral richtte op de Mongools sprekende Tu in het gebied. In 1693 benoemt Kangxi hem als Changkya Koetoektoe tot de belangrijkste geestelijke van Binnen-Mongolië. Ngawang werd verondersteld de reïncarnatie te zijn van Zhabaese (1607-1641). Die werd postuum benoemd tot de eerste Changkya Koetoektoe om de lijn een iets langere legitimiteit te geven. Ngawang werd de tweede in de lijn van de successie.
In 1700 werd hij door Kangxi naar Peking gehaald. De formele residentie van de Changkya Koetoektoe's was in Dolon Nor ( het huidige Duolun ). De meeste tijd  verbleven zij echter aan het hof van de keizer in Peking of in hun zomerverblijf in Chengde. Dat werd ook het patroon voor alle opvolgers. De Qing-keizers probeerden hun invloed op de hiërarchie van het georganiseerde boeddhisme in Mongolië te vergroten door zo veel mogelijk zaken vanuit Peking en zo weinig mogelijk vanuit Lhasa te laten regelen en organiseren. Vanaf begin 18e eeuw verbleven er 19 Mongoolse reïncarnaties permanent in Peking, die daar theologische en kerkelijke werkzaamheden uitvoerden. 
Het mogelijke gevaar van een alliantie tussen een wellicht charismatische autochtoon Mongoolse Changkya Koetoektoe en mogelijk opstandige Mongoolse adel werd geëlimineerd door allen in de lijn alleen in Tibet te laten reïncarneren. Na 1757 gold dat ook voor de lijn van de jebtsundambas.
De in de successie  derde Changkya Koetoektoe, Changkya Rölpe Dorje (1717-1786), was de belangrijkste van de lijn. Hij was een van de belangrijkste adviseurs inzake Mongoolse en Tibetaanse aangelegenheden van Qianlong (1711-1799) en heeft een aantal malen een beslissende invloed op de keizer uitgeoefend. Hij adviseerde Qianlong in 1735 de verbanning van Kälsang Gyatso (1708-1757), de zevende dalai lama, te beëindigen. Na de opstand van 1750 in Tibet, voorkwam hij dat Tibet onder direct bestuur van de Mantjoes geplaatst werd, zodat Tibet een Chinees protectoraat bleef.

## Latere Changkya Koetoektoe's
Er zouden na Rolpai Dorje nog vier Changkya Koetoektoe's in Binnen-Mongolië actief zijn. De vijfde, zesde en zevende zouden worden gekozen via de loterijprocedure van de Gouden urn. De laatste daarvan was Lobsang Pelden Tenpe Dronme (1890-1957). Tijdens de burgeroorlog in China steunde hij de Kwomingtang en vluchtte na de uiteindelijke nederlaag in 1949 met Chiang Kai-shek naar Taiwan.
In het Drepung klooster in de Tibetaanse ballingschap in India woont de huidige reïncarnatie. Deze werd in 1980 in de regio Tsongkha in Amdo geboren en arriveerde in 1998 in India. In dat jaar werd hij door de dalai lama als Changkya Koetoektoe "erkend". (Een dalai lama heeft historisch gezien en formeel geen bevoegdheid een Changkya Koetoektoe als zodanig te erkennen)